# Anantnag
Anantnag (en cachemir: अनन्तनाग ) es una localidad de la India capital del distrito de Anantnag, en el estado de Jammu y Cachemira.

## Geografía
Se encuentra a una altitud de 1 601 m s. n. m. a 65 km de la capital estatal, Srinagar, en la zona horaria UTC +5:30.

## Demografía
Según estimación 2010 contaba con una población de 104 703 habitantes.